# Rochet-Schneider
Pour les articles homonymes, voir Rochet.
Rochet-Schneider était un constructeur automobile lyonnais, fondé en 1894, dont le slogan de vente était « force, simplicité et silence ». La société a officié dans la première moitié du XXe siècle, d'abord dans la construction d'automobiles de prestige et grand tourisme jusqu'en 1932, puis racheté par la société Berliet. Les usines se situent à Lyon dans le 3e arrondissement, rues Paul-Bert et Feuillat.
La firme est fondée par Édouard Rochet, fabricant de bicyclettes, et Théodore Schneider, producteur de soieries à Bourg-Argental, en 1889 à Lyon. À partir de 1899, elle se spécialise dans les voitures à moteur à pétrole et pour cela fait édifier dès 1900, une nouvelle usine de 10 000 m2 à l’Est de Lyon. Entre 1895 et 1901, l'entreprise a construit environ 240 voitures monocylindres de type « Benz ». 
En 1905, une opération boursière dissout la société française pour créer Rochet-Schneider Ltd, avec transfert de son siège social à Londres, tout en conservant l'usine de production à Lyon. La production n'a jamais dépassé 250 voitures par an. Après cette opération, le chiffre d’affaires chute de 40%. Quatre ans plus tard, la société anglaise est dissoute. Une nouvelle société est créée en novembre 1908, Établissements Rochet-Schneider SA. L’objectif de la nouvelle société étant surtout d'ordre financier, Théodore Schneider en 1910 puis Edouard Rochet en 1917 quittent la société qu’ils ont eux-mêmes créée.
En 1912, la société Rochet-Schneider lance la fabrication d'un nouveau châssis de 12 CV à cardan spécial et pont arrière à double démultiplication. Ce châssis servira de base à différents petits utilitaires légers jusqu'au milieu des années 1920.
Entre 1914 et 1918, le constructeur se consacre à la production de guerre (pièces de moteurs d’avion, obus), et à la fabrication d’un seul type de camion : un modèle de 1,5 tonnes, dont 1 363 exemplaires sont livrés à l’armée française lors de la Première Guerre mondiale. Ils seront utilisés notamment comme véhicules sanitaires.

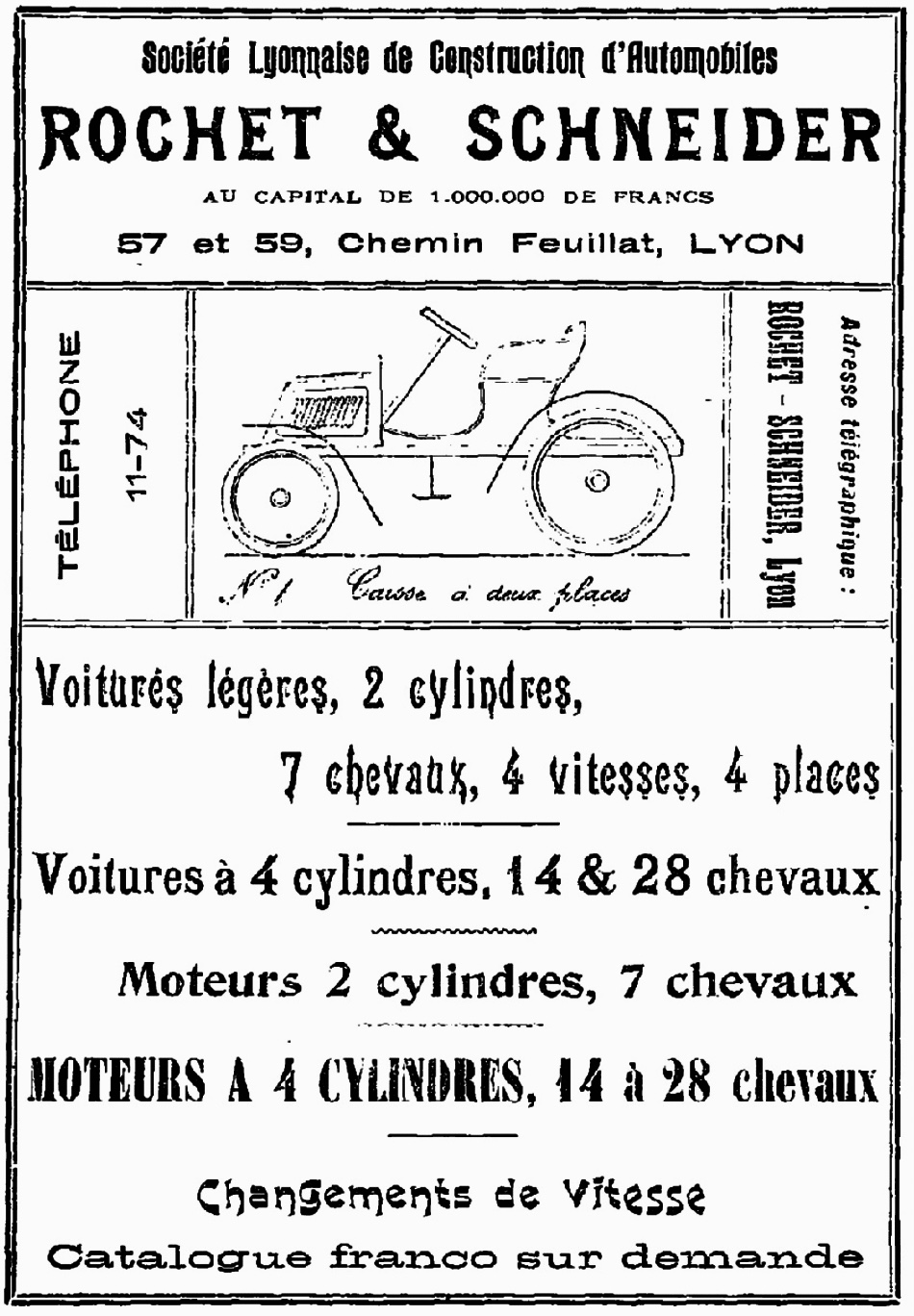
Rochet & Schneider (1900). Dessin du véhicule numéro 1.

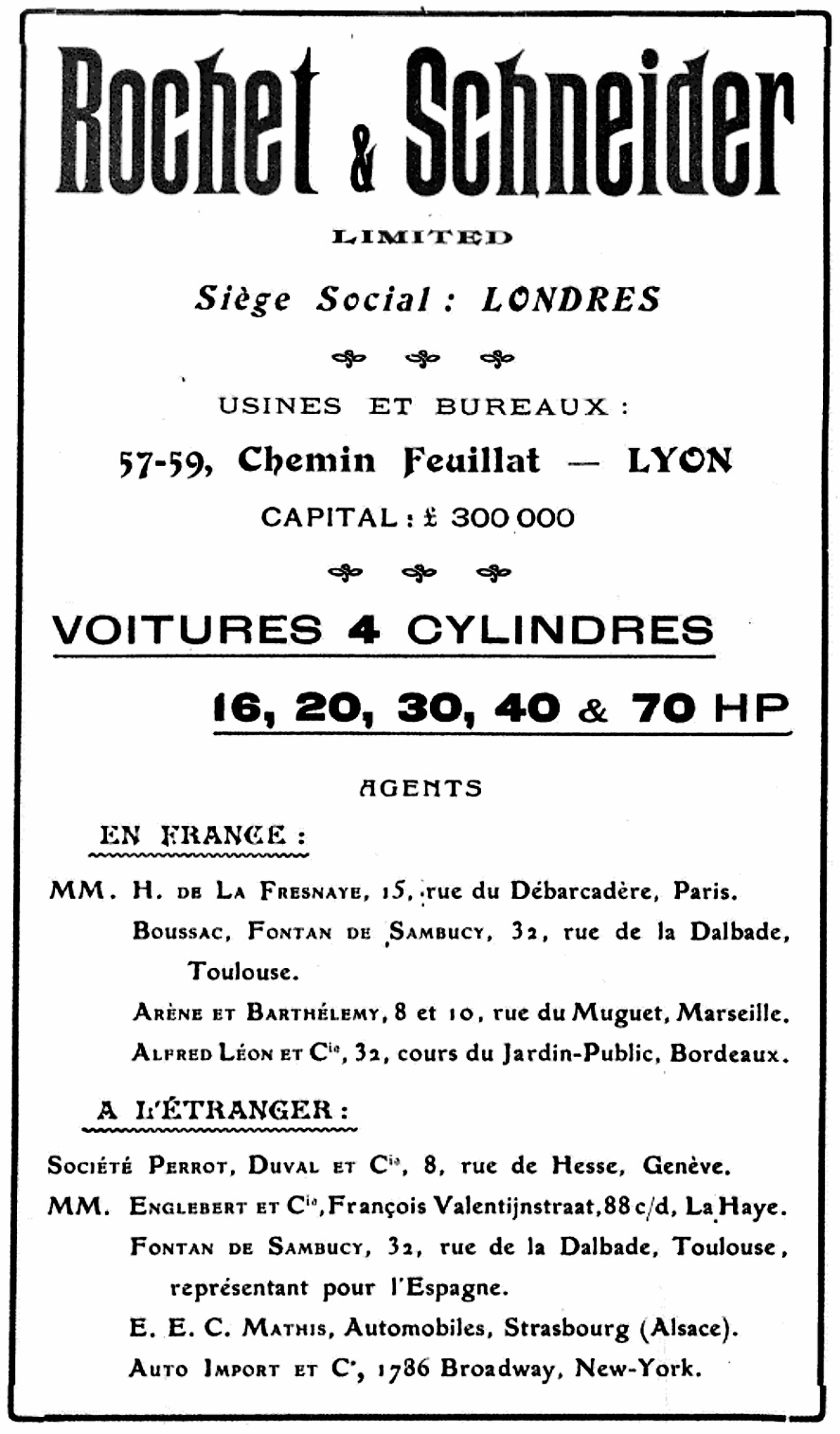
Rochet-Schneider (1907) Londres

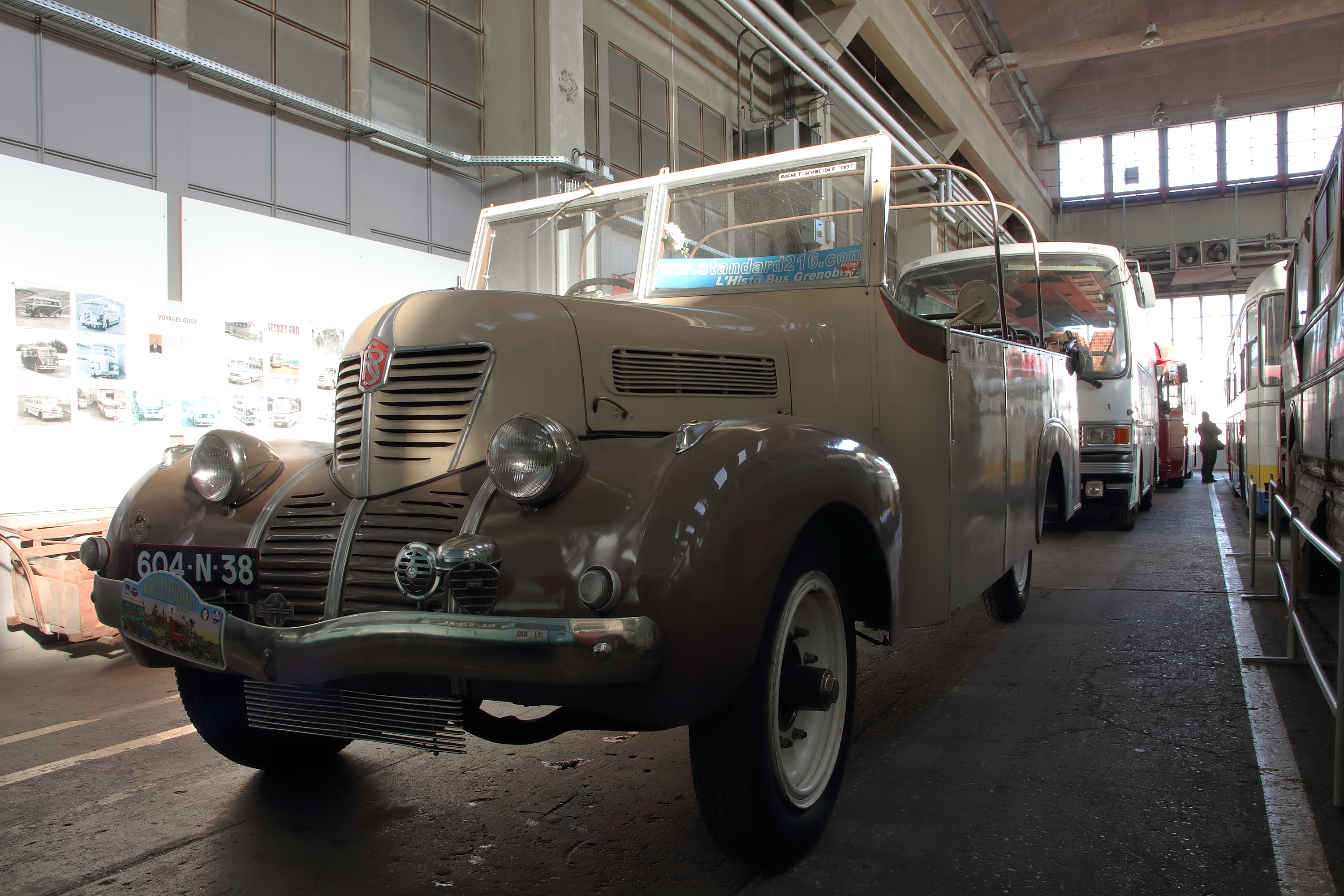
Autocar Rochet-Schneider type « Torpédo », pour le transport des pèlerins entre Corps (Isère) et le sanctuaire de Notre-Dame de la Salette. Collection Histo Bus Dauphinois, Pont-de-Claix, Isère.

Dès la fin de la guerre, dans les années 1920, Rochet-Schneider, spécialiste de la petite série haut de gamme, souffre énormément de l’étroitesse du marché français de la voiture de luxe. La production d’automobiles cesse définitivement en 1931 et l’entreprise se consacre uniquement aux véhicules industriels. Neuf nouveaux modèles sont homologuées en 1931. Certains châssis reçoivent des carrosseries spéciales pour différents usages : fourgons, autocars… sorties des grands carrossiers lyonnais Faurax & Chaussende, Rousset… et parisiens Paquette, Dantan…

(Nota : à l'époque, les constructeurs ne livraient jamais des véhicules terminés en état de marche mais uniquement des châssis motorisés destinés à recevoir une carrosserie commandée par le client à un carrossier de son choix.)
En 1930, la société Rochet-Schneider employait environ 800 personnes et acquiert la licence du moteur diesel Oberhänsli qui lui permet de présenter, en 1933, le moteur diesel 6 cylindres développant 120 cv. La production de véhicules utilitaires est dotée d’une mécanique de pointe sur des châssis très rigides à entretoises renforcées bénéficiant d’une suspension par ressorts longs et d’un freinage à air comprimé. Les véhicules sont baptisés : Ajax, Phébus, Centaure. La société construit également des véhicules ferroviaires.
Les années de reprise après la Seconde Guerre mondiale et ses difficiles conditions économiques vont être fatales à Rochet Schneider qui va cesser sa production de châssis en 1950. L’activité de production se transforme alors en sous-traitances diverses. L'effectif de la société Rochet-Schneider tombe à 200 salariés et doit louer ses vastes locaux de production à d’autres industriels, dont à la société des Automobiles M. Berliet. En 1949, Rochet Schneider travaille à la réalisation de prototypes de camions militaires : le T6 et le T12. Le contrat et le projet sont repris par Berliet et les ingénieurs du bureau d’études Rochet-Schneider sont intégrés dans ceux de Berliet en 1954. Ces véhicules deviendront les Berliet GBU – TBU de 1957.
En 1959, la production est arrêtée et la société est rachetée par Berliet.

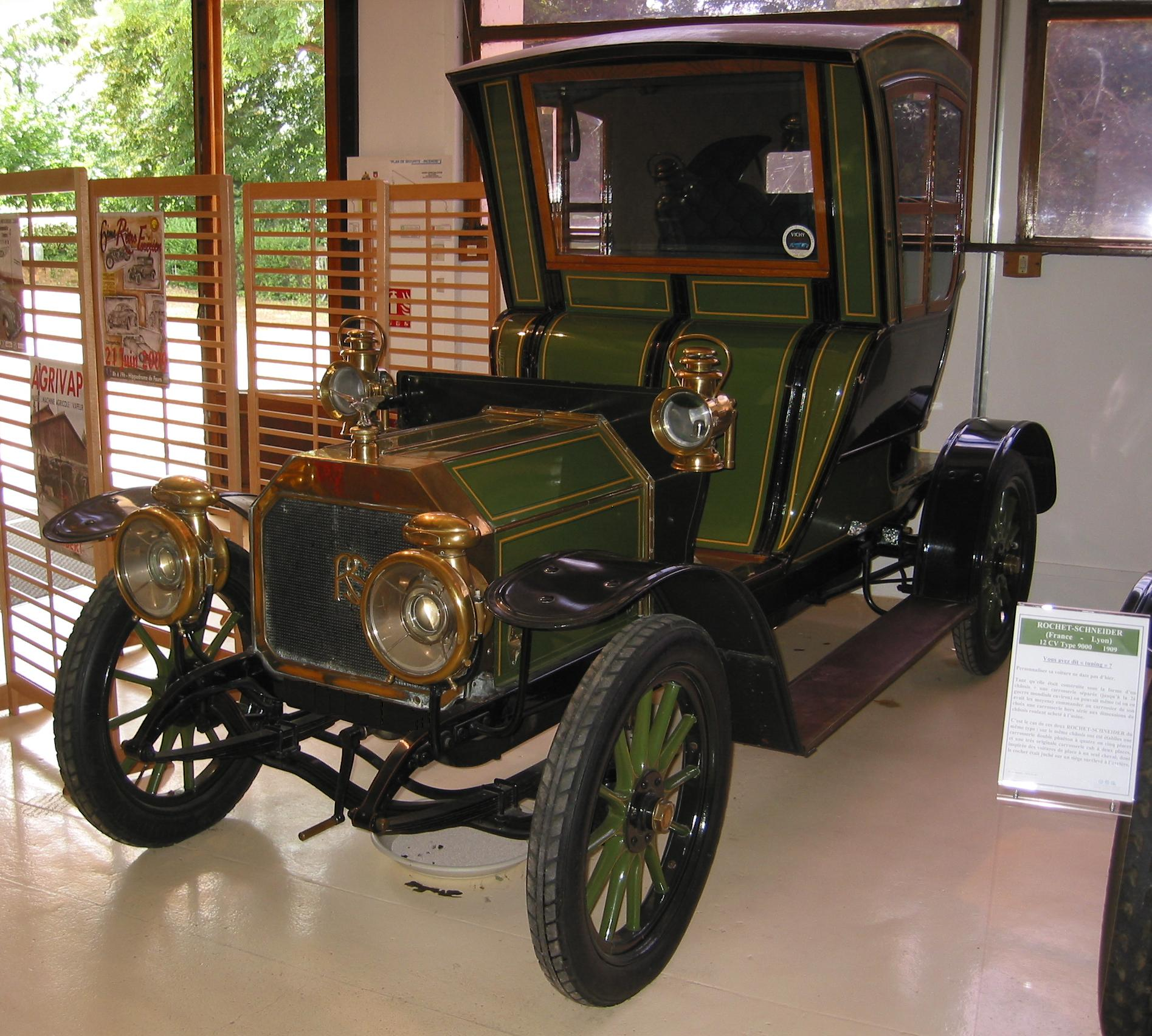
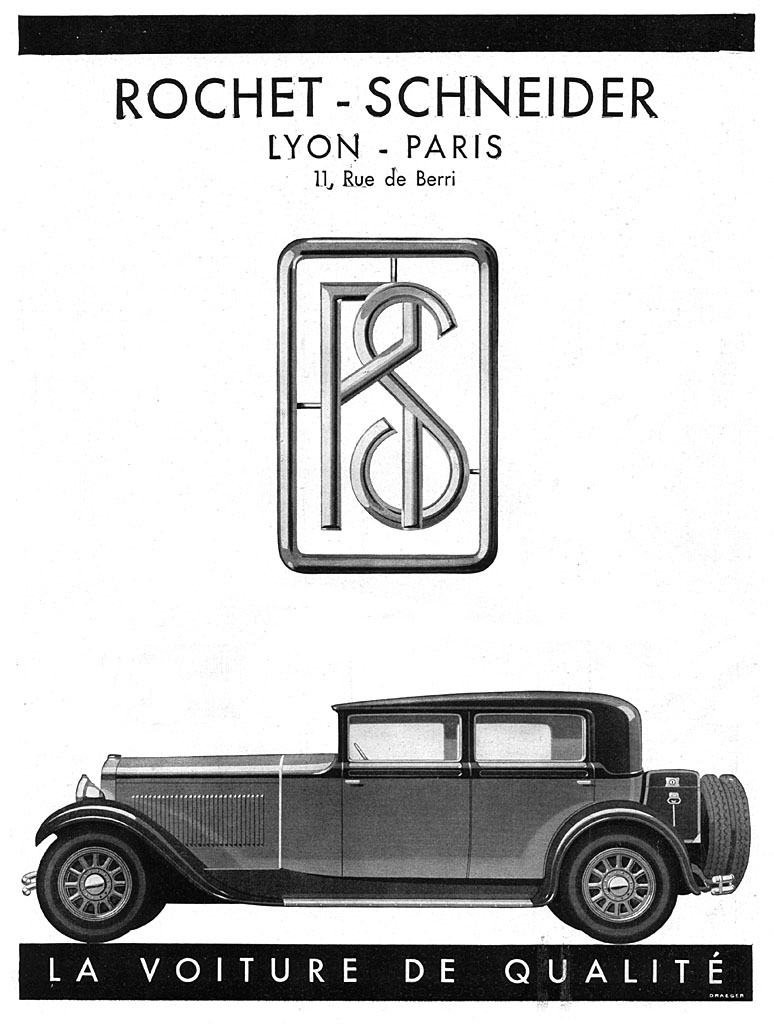
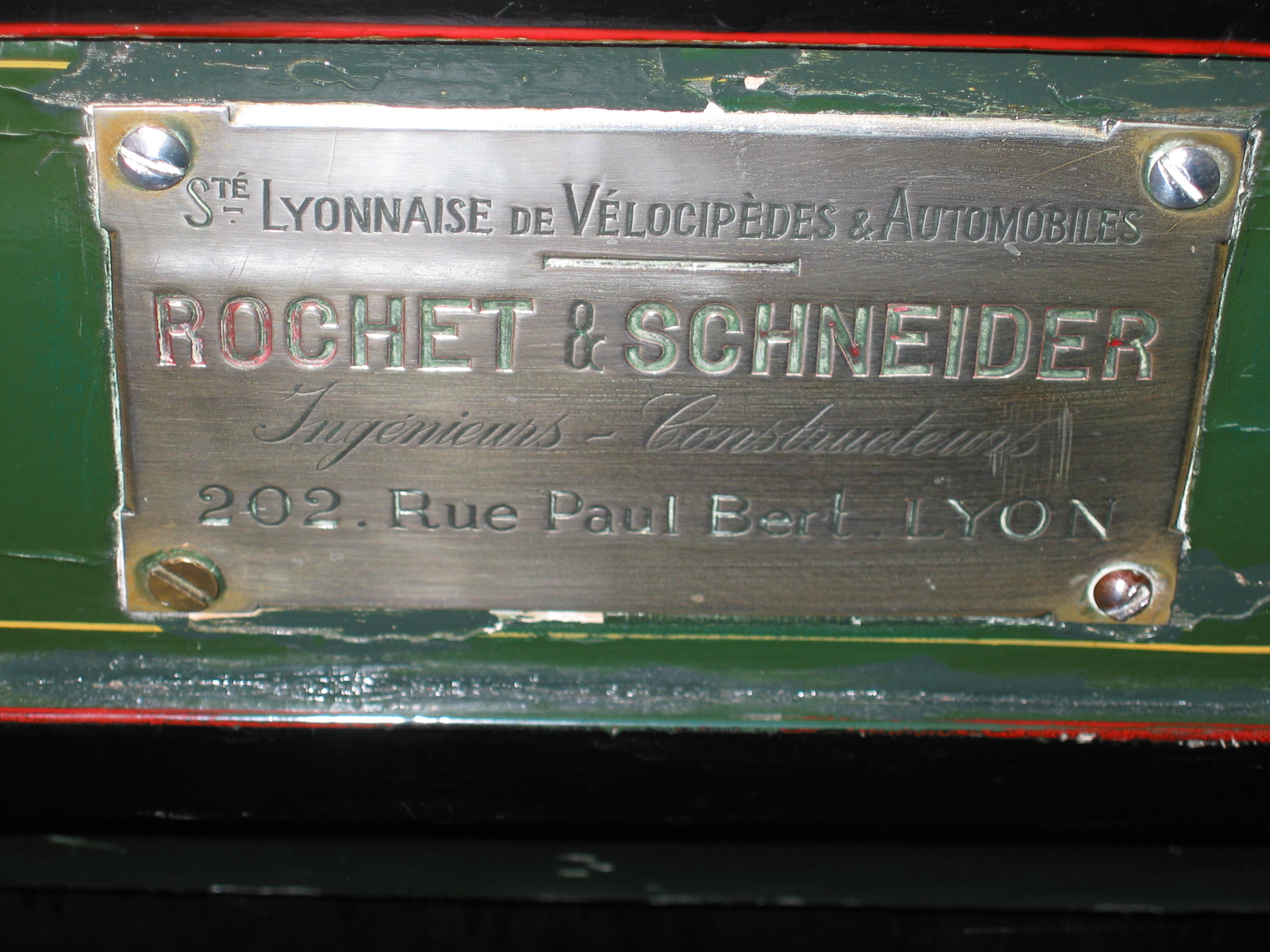
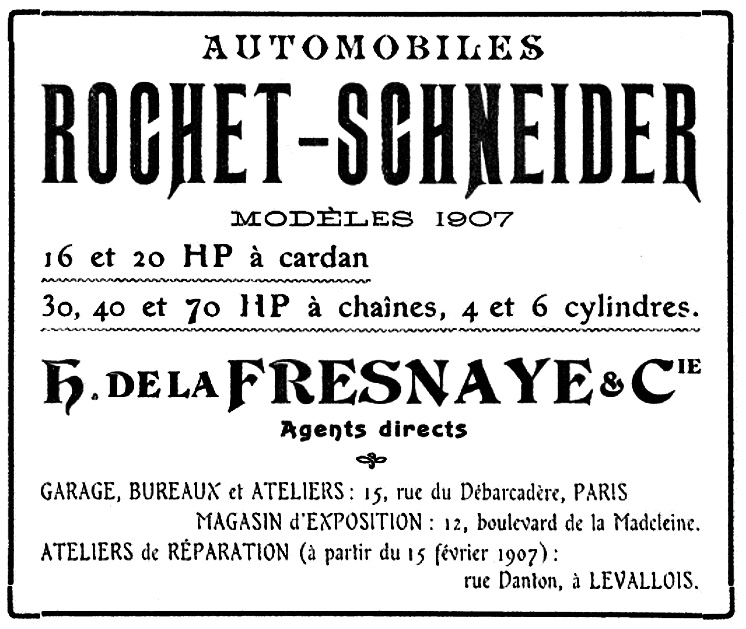

## Chronologie

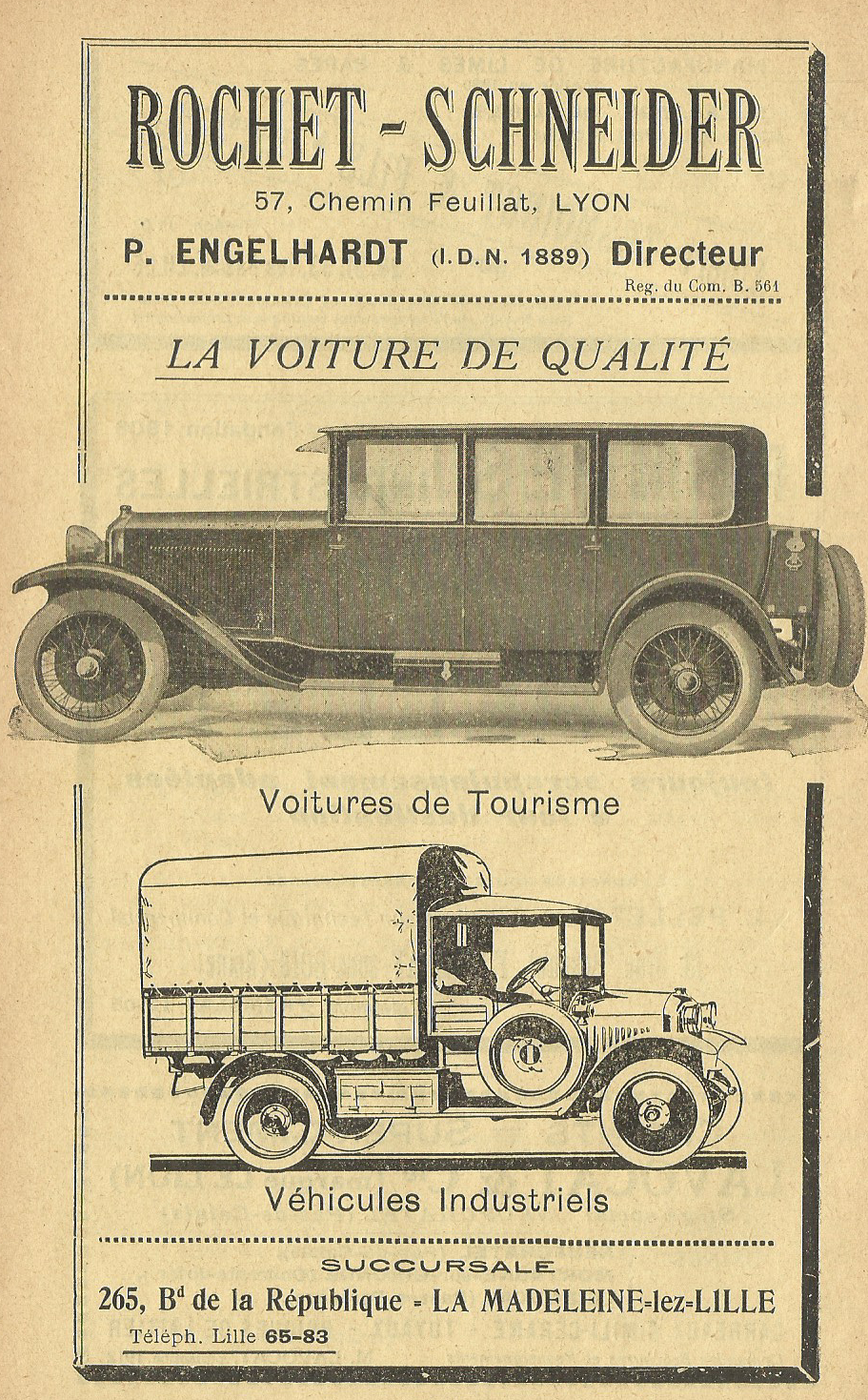
Publicité de 1929.

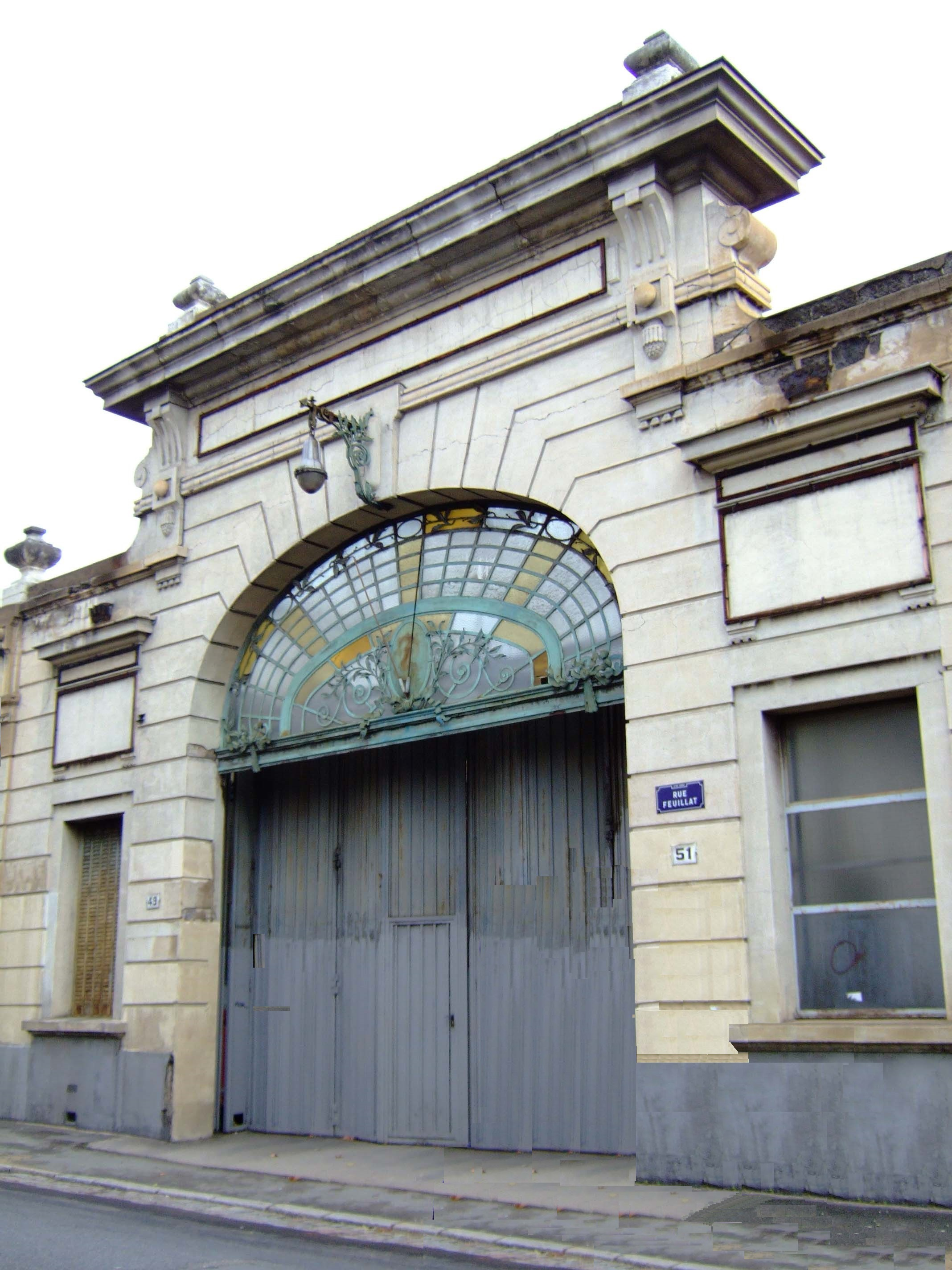
Portail de l'ancienne usine Rochet-Schneider, rue Feuillat (2005).

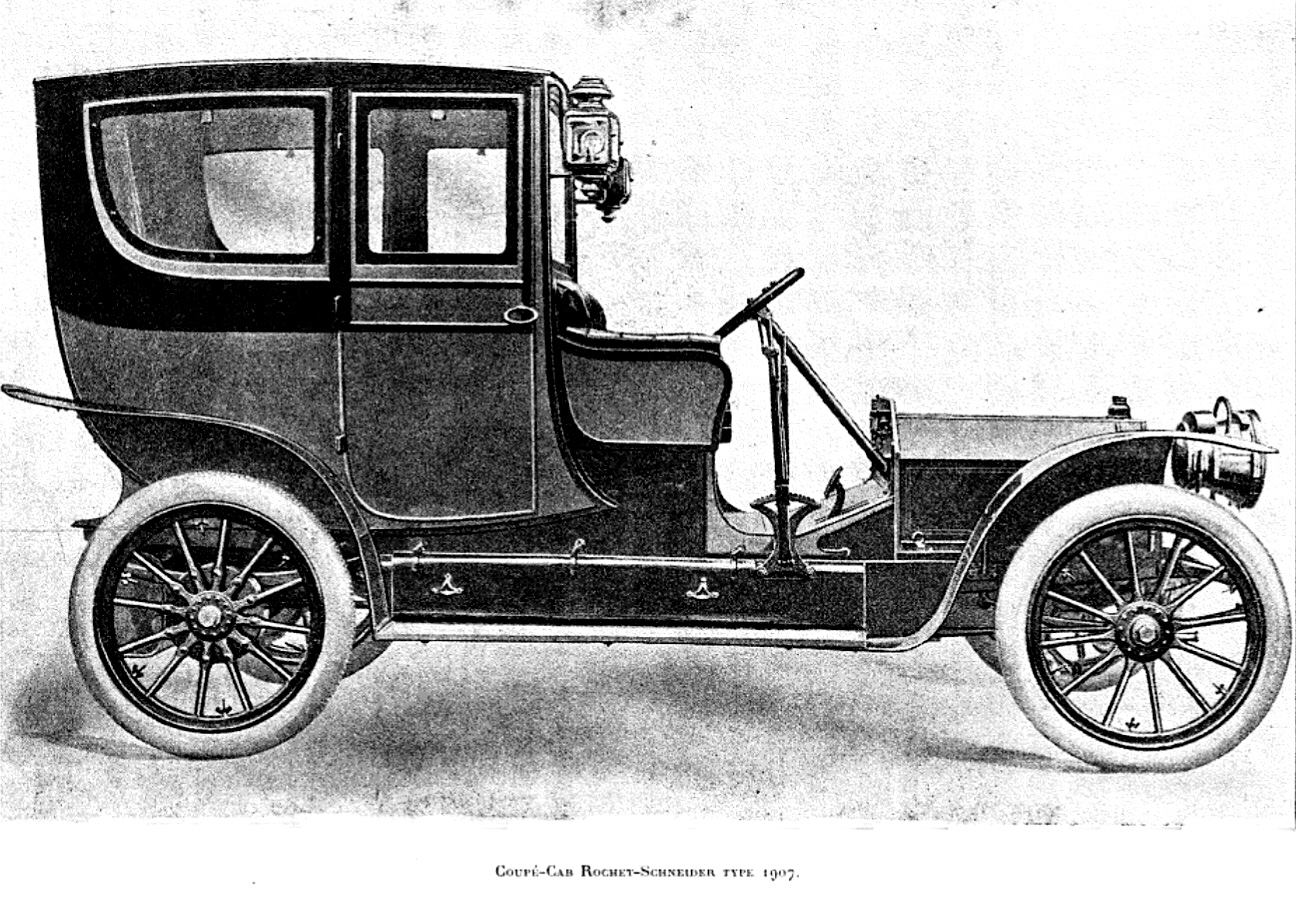
Rochet-Schneider (1907).

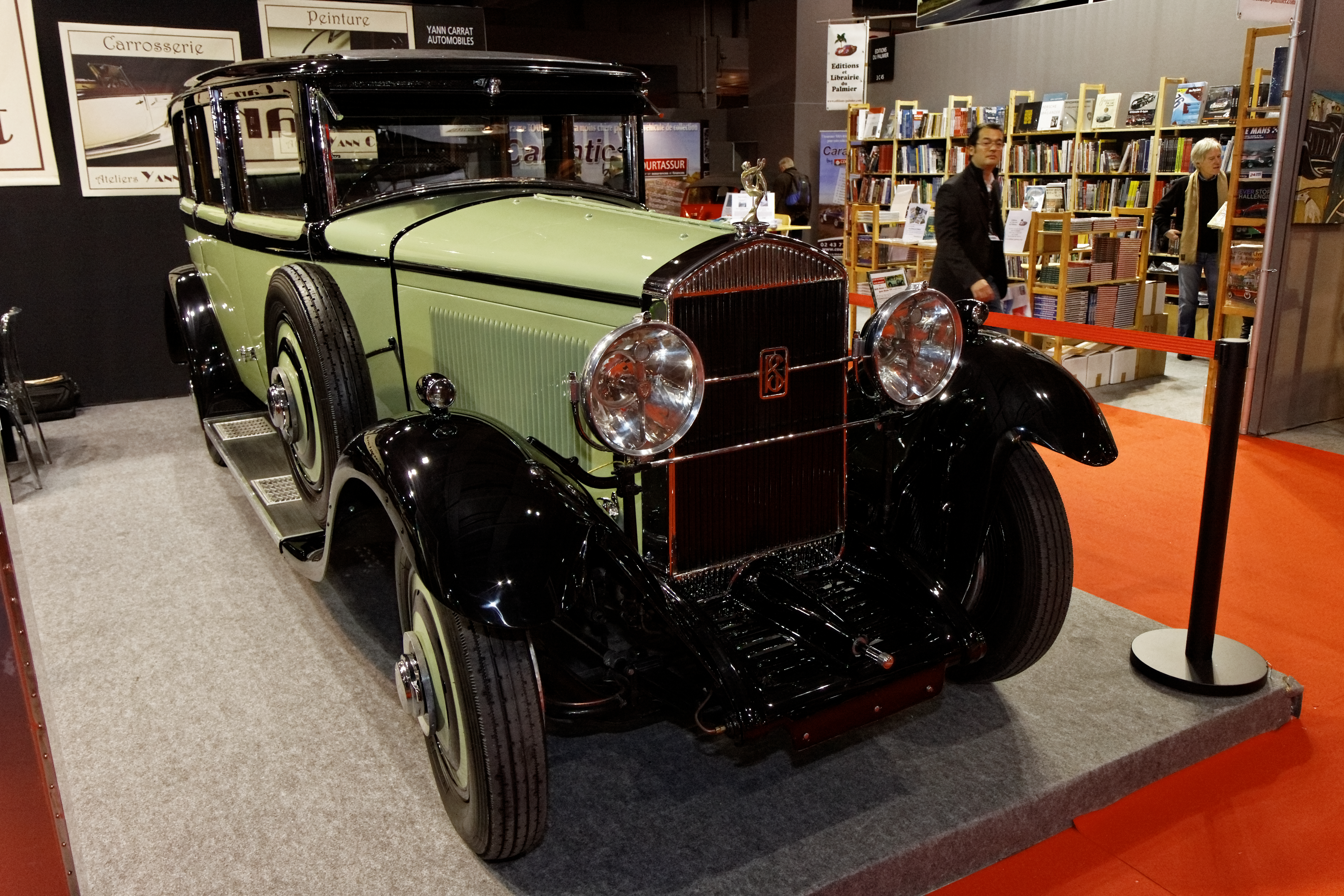
RS Type 29500, 26-six, Limousine 1930.

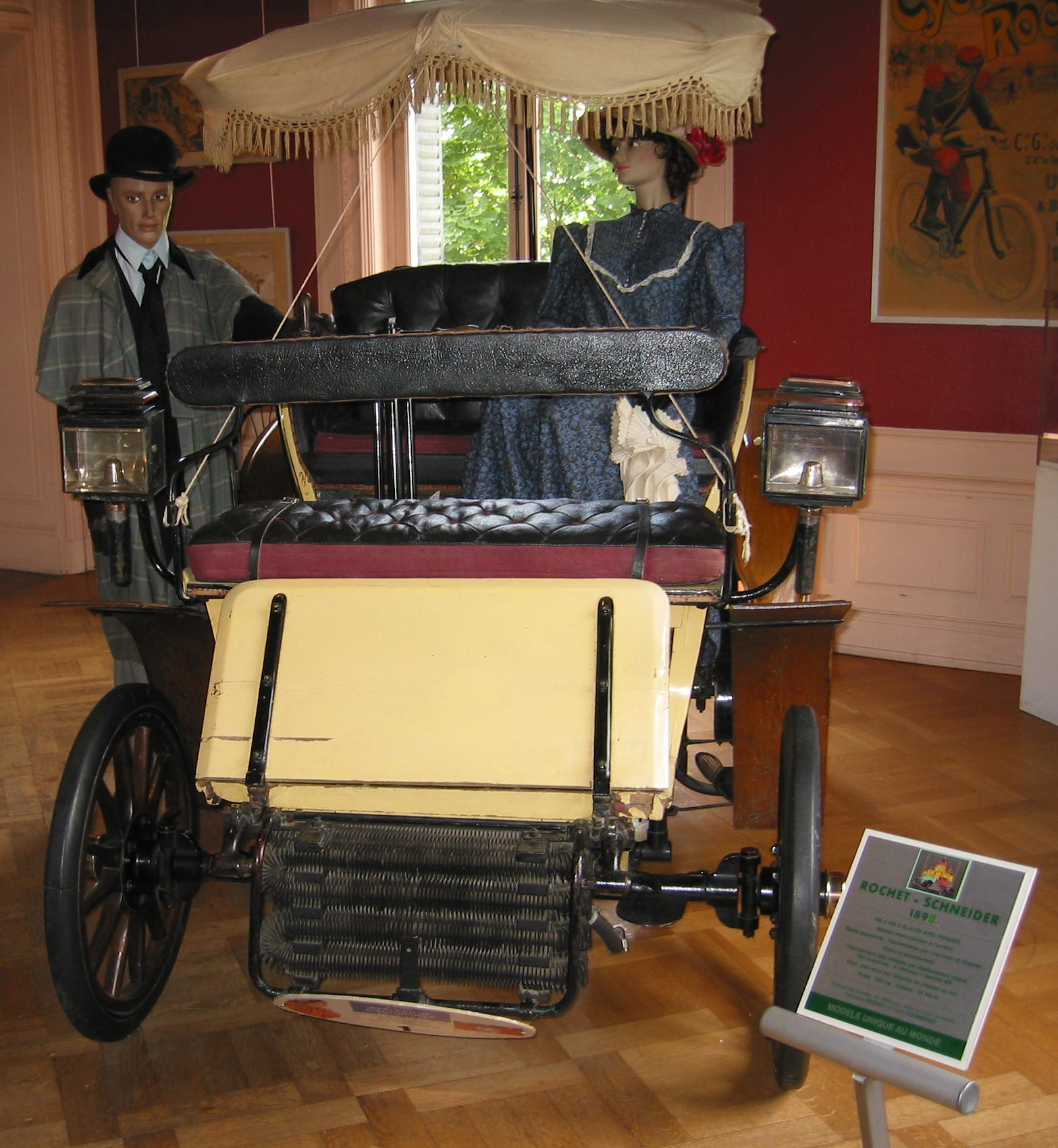
Automobile RS de 1899, exposée au musée de Rochetaillée.

1889, la Société de Construction Vélocipédique du Rhône, est fondée par Edouard Rochet et Théodore Schneider. La production concerne des cycles.
1892, création de la Société Lyonnaise de Construction Vélocipédique et Automobile Rochet & Schneider.
1896, construction de la première voiture.
1905, fondation de la Rochet and Schneider Limited, le siège social est à Londres, les usines restent à Lyon.
1909, constitution de la Société anonyme des établissements Rochet - Schneider,
1909, départ de Théodore Schneider qui crée les Automobiles Th. Schneider.
1909, constitution de la Société du carburateur Zénith filiale dont la maison mère détient 88 % des parts.
1913: le Président de la République française Raymond Poincaré roule en torpédo Rochet-Schneider.
1931, arrêt de la production automobile,
1951, fin de la production des poids lourds.
1959, devient filiale de Berliet.
1968, arrêt des activités.

## Types de véhicules

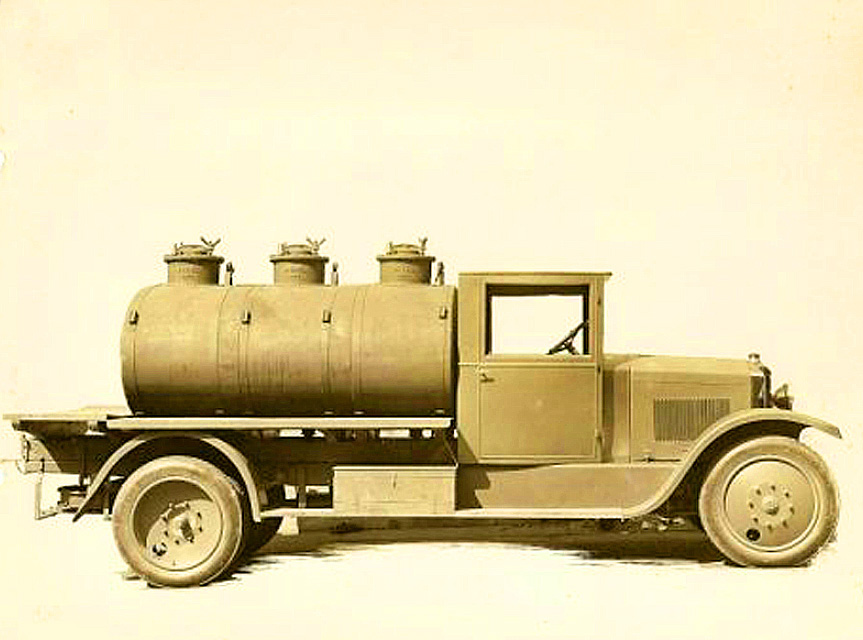
Camion pinardier.

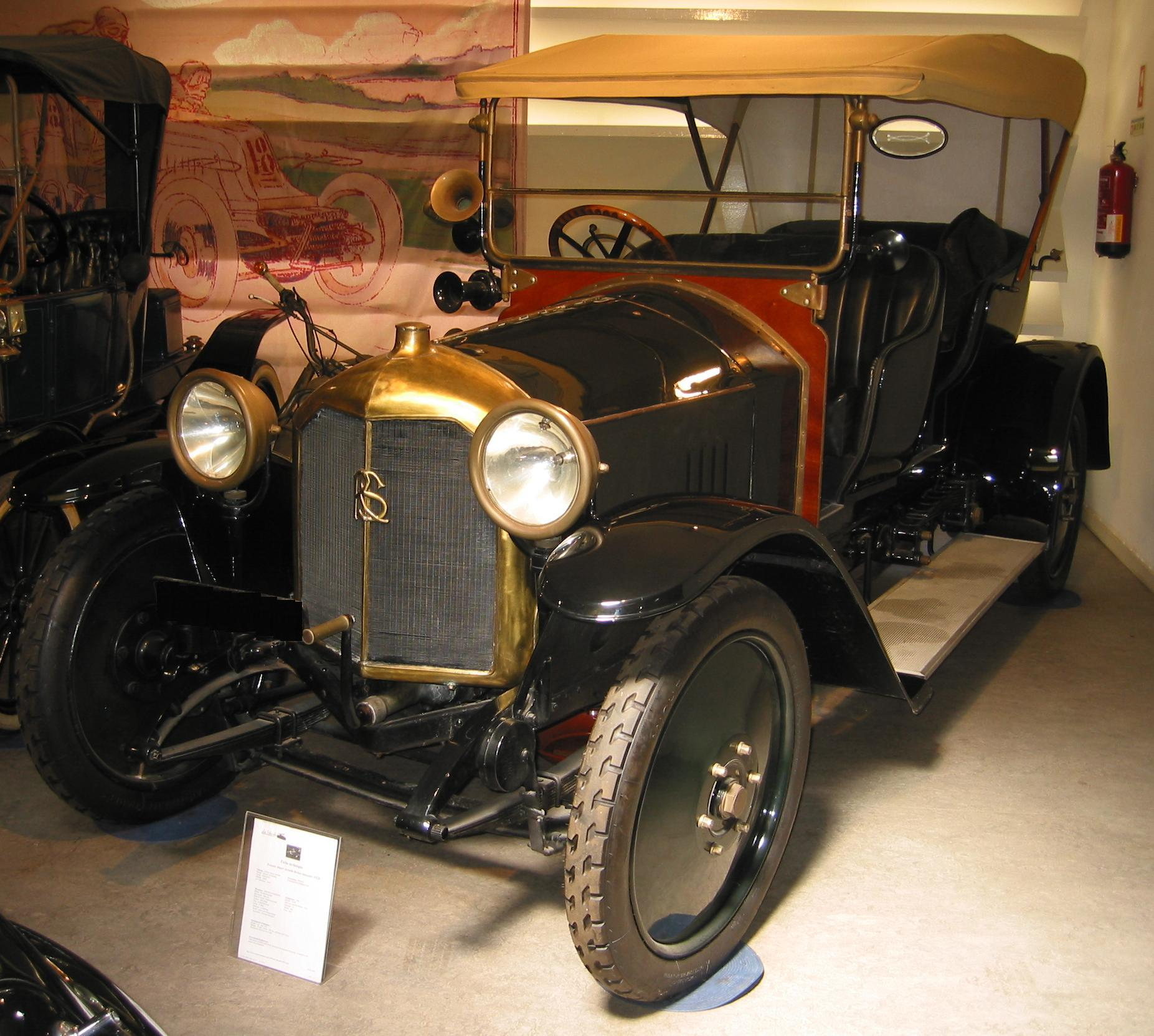
voiture de 1924, 16cv, type 16500, carrossée en double phaéton.

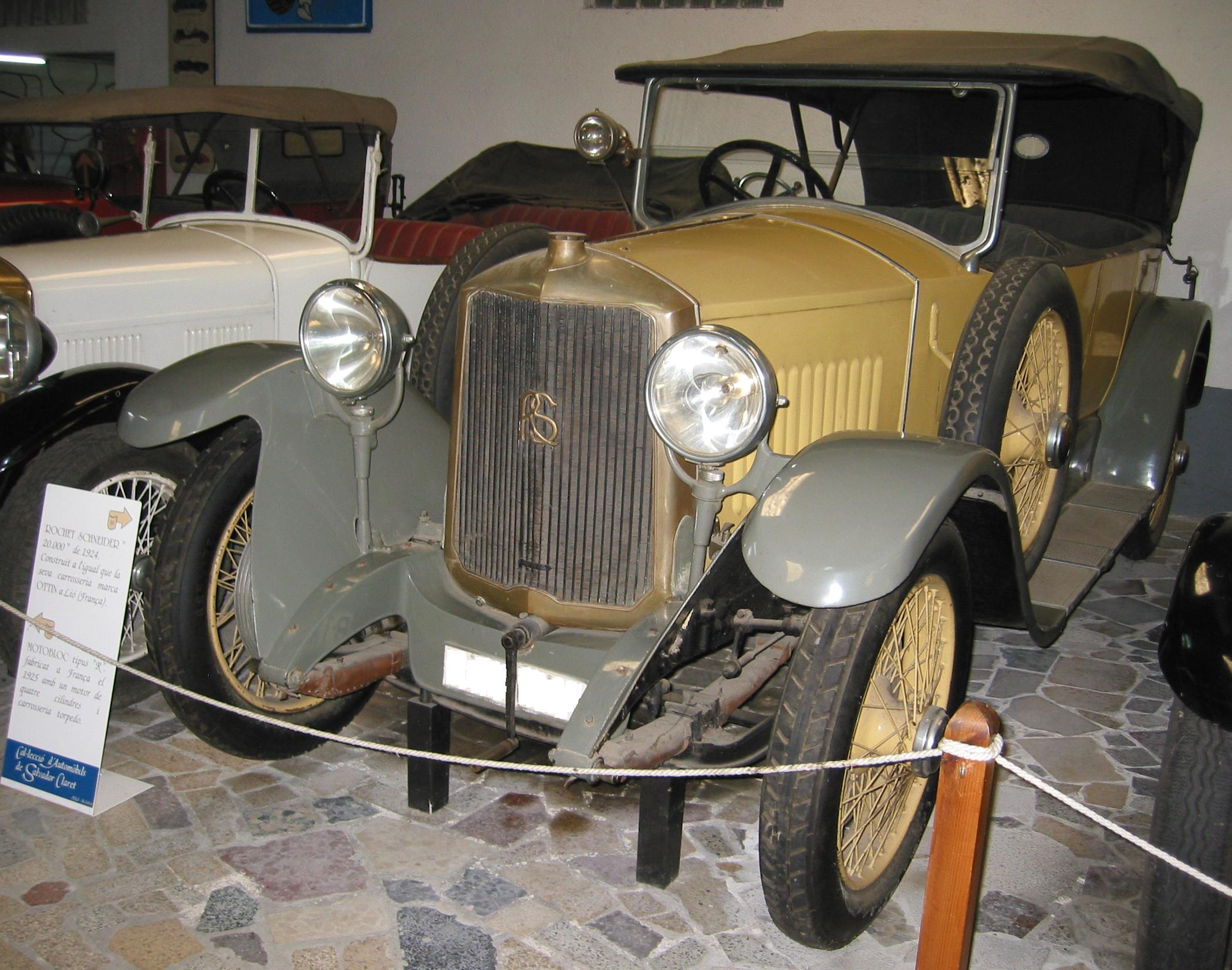
voiture de 1924, 20cv, type 20500, carrossée en torpedo.

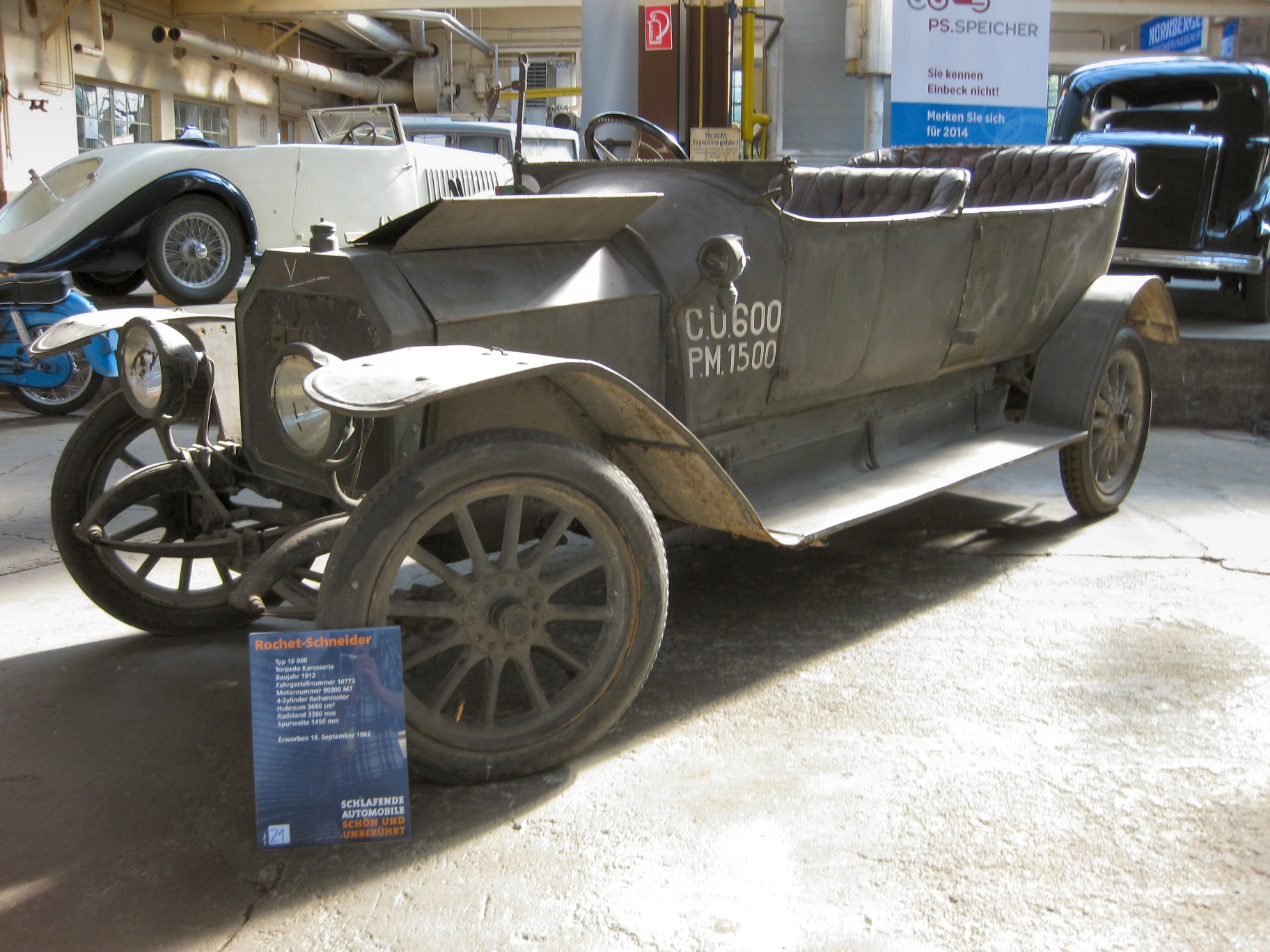
RS Type 10000 préservé en Allemagne.

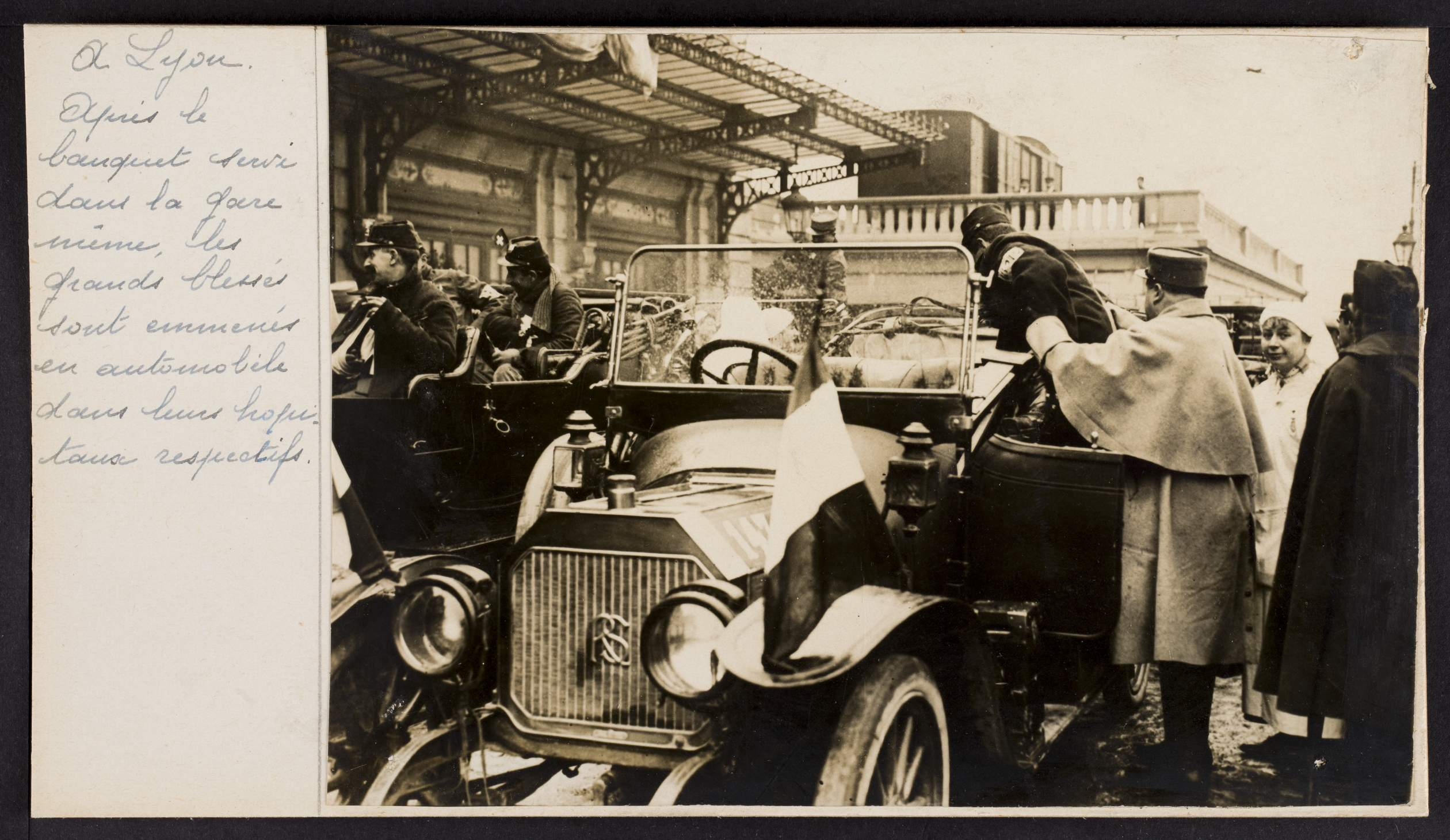
RS à Lyon. Après un banquet, les blessés sont emmenés dans les hôpitaux.

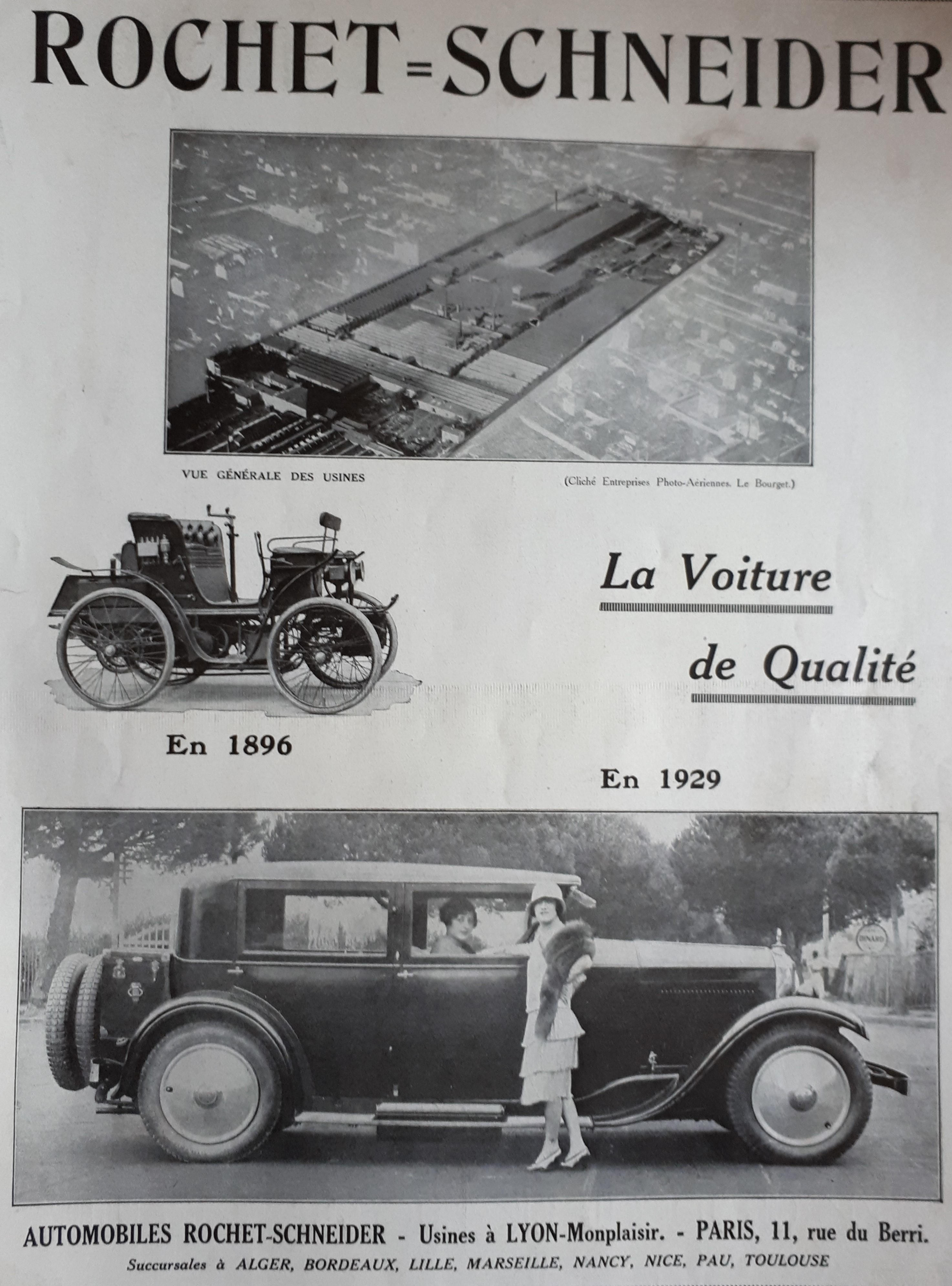
Publicité 1924

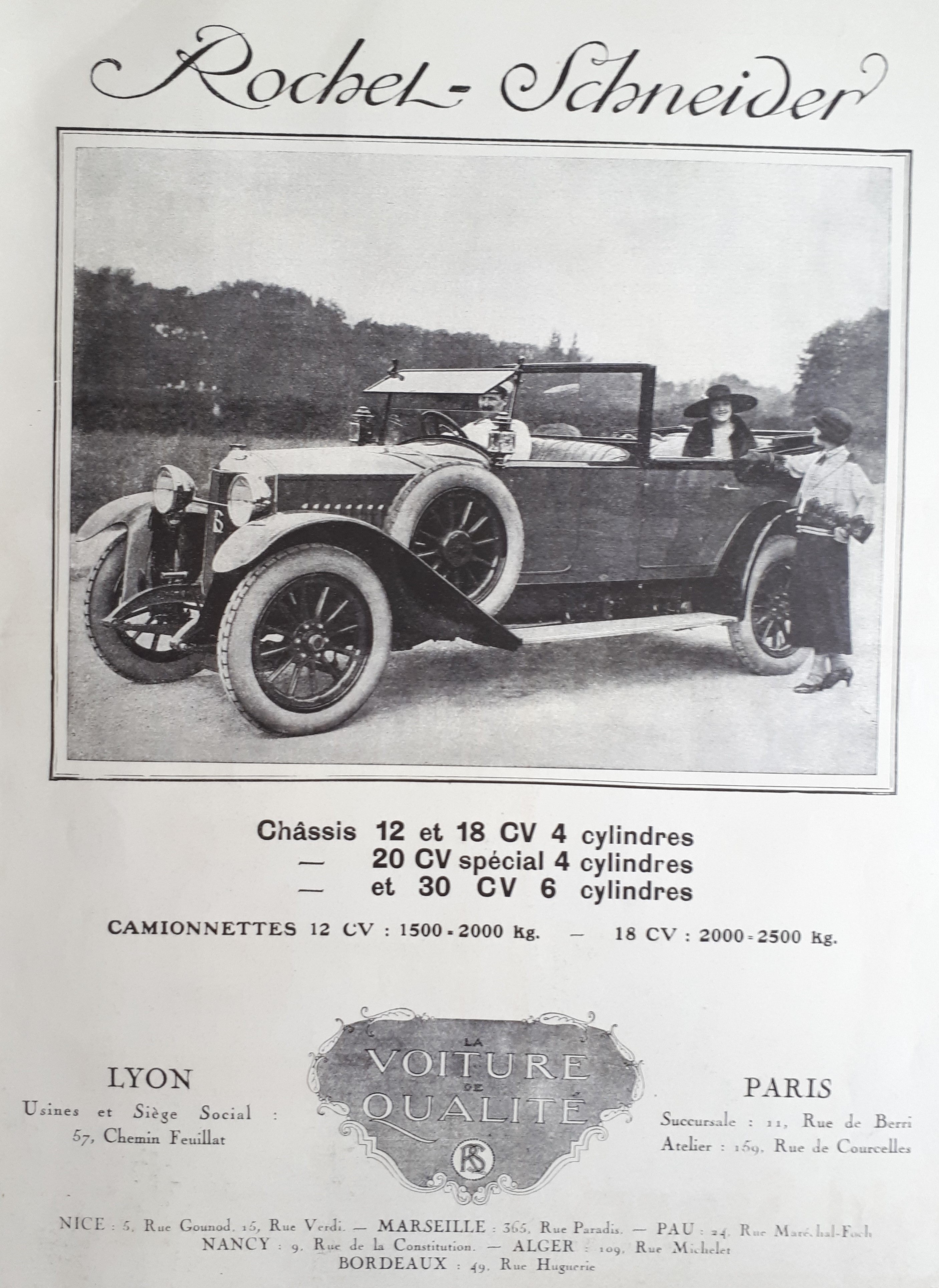
Publicité (1923).

Automobiles
- .., 8 CV, 1901 [4]

Moteur, 2 cylindres
( plus de 300 Voitures)
- 7S, 16-20 CV, 1907

châssis à empattement de 2,99 m et voies avant arrière 1,44 m, pneus 810 x 90
moteur , 4 cylindres en ligne, cylindrée 3,7 litres, alésage 10 cm course 12 cm
boite mécanique 3 vitesses
- 7S, 30-35 CV[5], 1907

châssis à empattement de 2,99 m et voies avant arrière 1,44 m, pneus 920 x 120
moteur, 4 cylindres en ligne, cylindrée 7,2 litres, alésage 12 cm course 16 cm
boite mécanique 4 vitesses
- 7S, 40-45 CV, 1907

châssis à empattement de 3,09 m et voies avant arrière 1,44 m, pneus 920 x 120
moteur, 4 cylindres en ligne, cylindrée 11,1 litres, alésage 14 cm course 18 cm
boite mécanique 4 vitesses
- 4-5S, 25 CV, 1911

châssis à empattement de 3,30 m et voies avant arrière 1,44 m, pneus 810 x 90
moteur S-4, 4 cylindres en ligne, cylindrée 4,8 litres, alésage 10,5 cm  course 14 cm
boite mécanique 4 vitesses
- 12CV, 1909-14, type 9000,

châssis à empattement de 2,72 m et voies avant arrière 1,35 m, pneus - x -
moteur S-4, 4 cylindres en ligne, cylindrée 2,4 litres, alésage -cm  course -cm
boite mécanique 4 vitesses
- 16 CV, 1920

châssis à empattement de 3,02 m et voies avant arrière 1,44 m, pneus 820 x 120
moteur S-4, 4 cylindres en ligne, cylindrée 2,6 litres, alésage 8 cm  course 13 cm
boite mécanique 4 vitesses
- 18 CV, 1920

châssis à empattement de 3,70 m et voies avant arrière 1,44 m, pneus 880 x 120
moteur S-4, 4 cylindres en ligne, cylindrée 3,9 litres, alésage 9,5 cm  course 14 cm
boite mécanique 4 vitesses
- 30 CV, 1920

châssis à empattement de 3,70 m et voies avant arrière 1,44 m, pneus 895 x 135
moteur S-6, 6 cylindres en ligne, cylindrée 6,1 litres, alésage 10 cm  course 13 cm
boite mécanique 4 vitesses
- Publicité 192426 cv, 1924, type 16500,

moteur 4 cyl., type Y10, alésage : 9,5 cm, course : 14 cm, cylindrée 3,9 litres
- 30 CV, 1921, type 18400,

moteur 6 cyl., alésage: 10 cm, course: 13 cm, cylindrée 6,1 litres
- Publicité (1923).20cv, 1924, type 20500,
- 18 CV, 1923-25, type 25000,

châssis à empattement de 3,20 m, voies avant arrière 1,44 m, pneus 820 x 120
moteur 4 cyl., type Y10, alésage : 8 cm, course : 13 cm, cylindrée 2,6 litres
- 20 CV, 1929, type 29000,

châssis: empattement 3,615 m, poids du châssis, 1 500 kg,
moteur 6 cyl., alésage : 8 cm, course : 12,5 cm,
- 26 CV, 1929, type 29500[7],

châssis: empattement 3,615 m, poids 1 500 kg,
moteur 6 cyl., alésage : 8,8 cm, course : 12,5 cm,
Autobus
- 19 CV, type 28000, livrés en 1931 et 1932 à la Compagnie Omnibus et Tramways de Lyon (18 unités)
- 19 CV, type 28000, livrés en 1931 à la Compagnie Générale Française de tramways à Toulon puis Marseille (7 unités)
- 18 CV, type 32000, livrés en 1932 et 1933 à la Compagnie Omnibus et Tramways de Lyon (10 unités)
- type 35000, livré en 1933 à la Compagnie Omnibus et Tramways de Lyon (1 unité)

## Voitures préservées

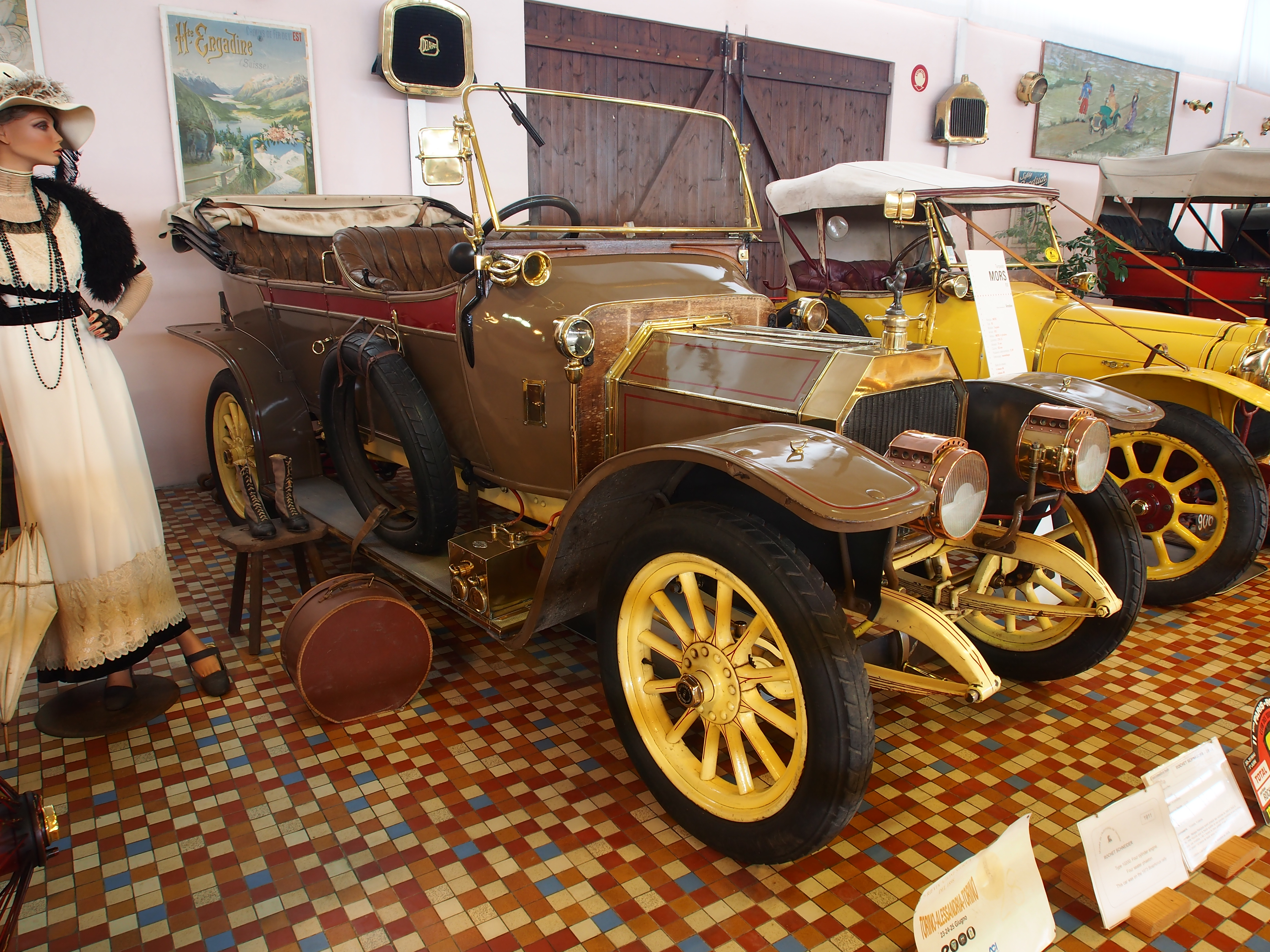
Type 10200, 4cyl, 11CV 1911 exposée au musée automobile de Vendée.

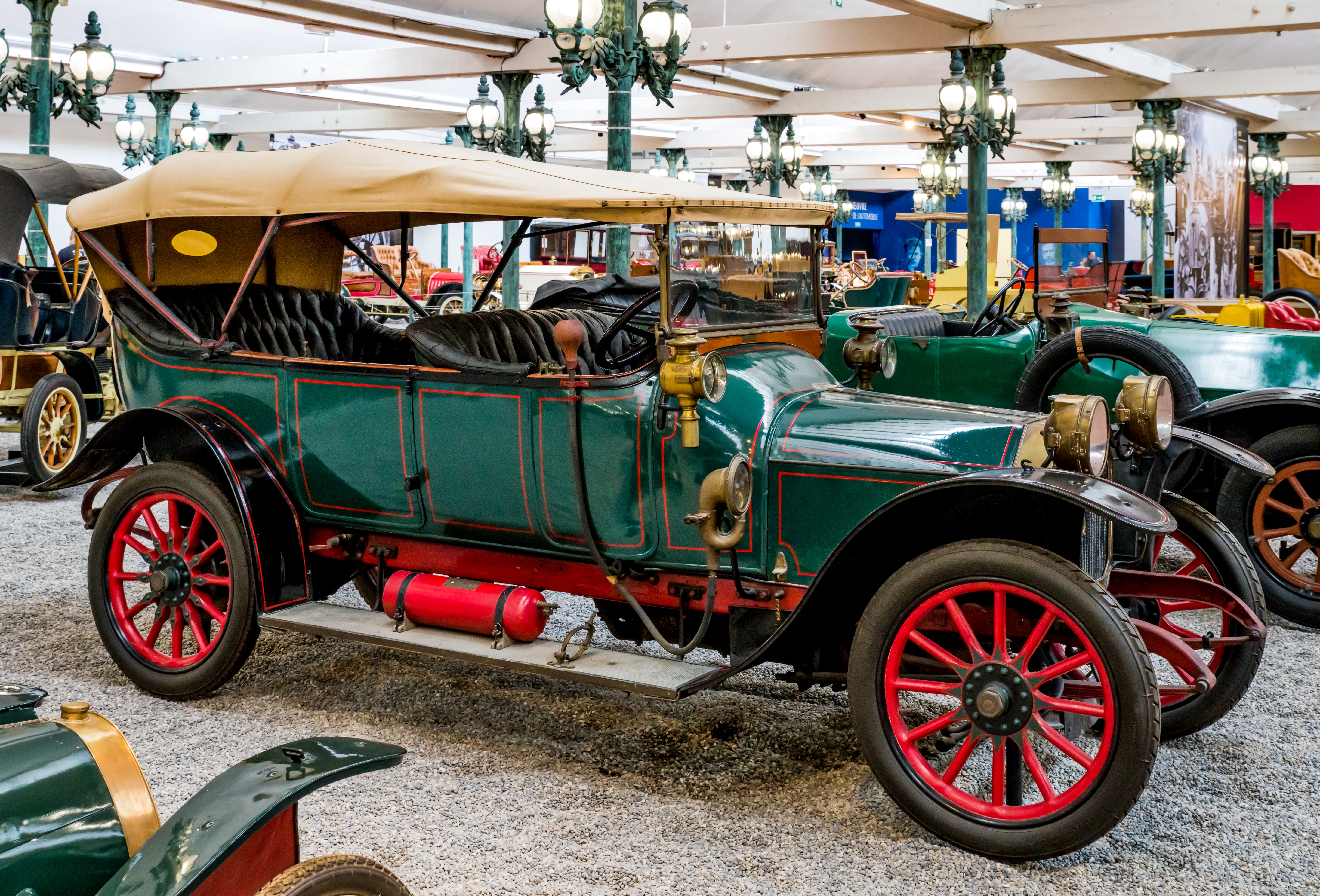
Type 12 du musée national de l'Automobile à Mulhouse.

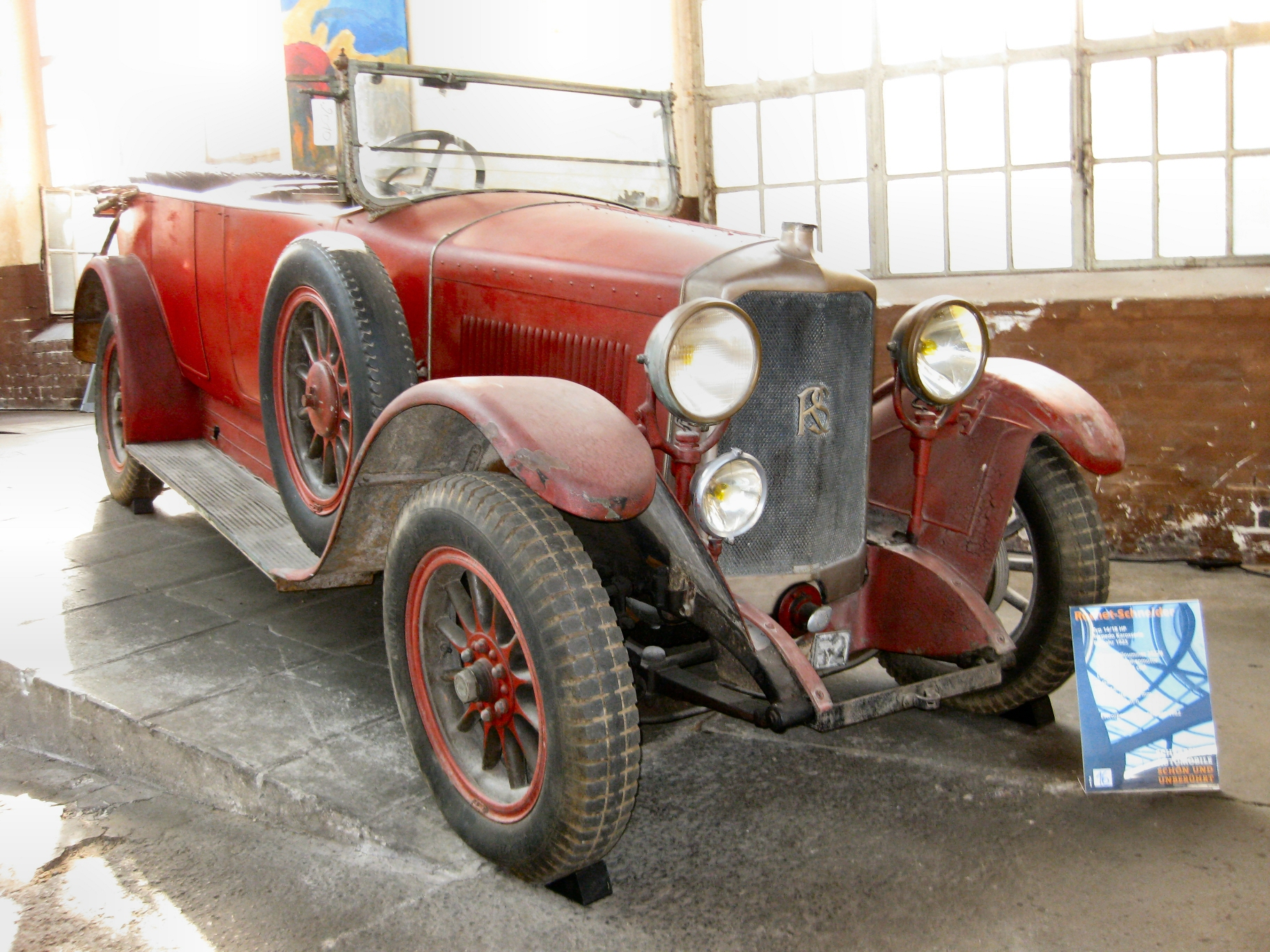
Type 14 du musée national de l'Automobile à Mulhouse.

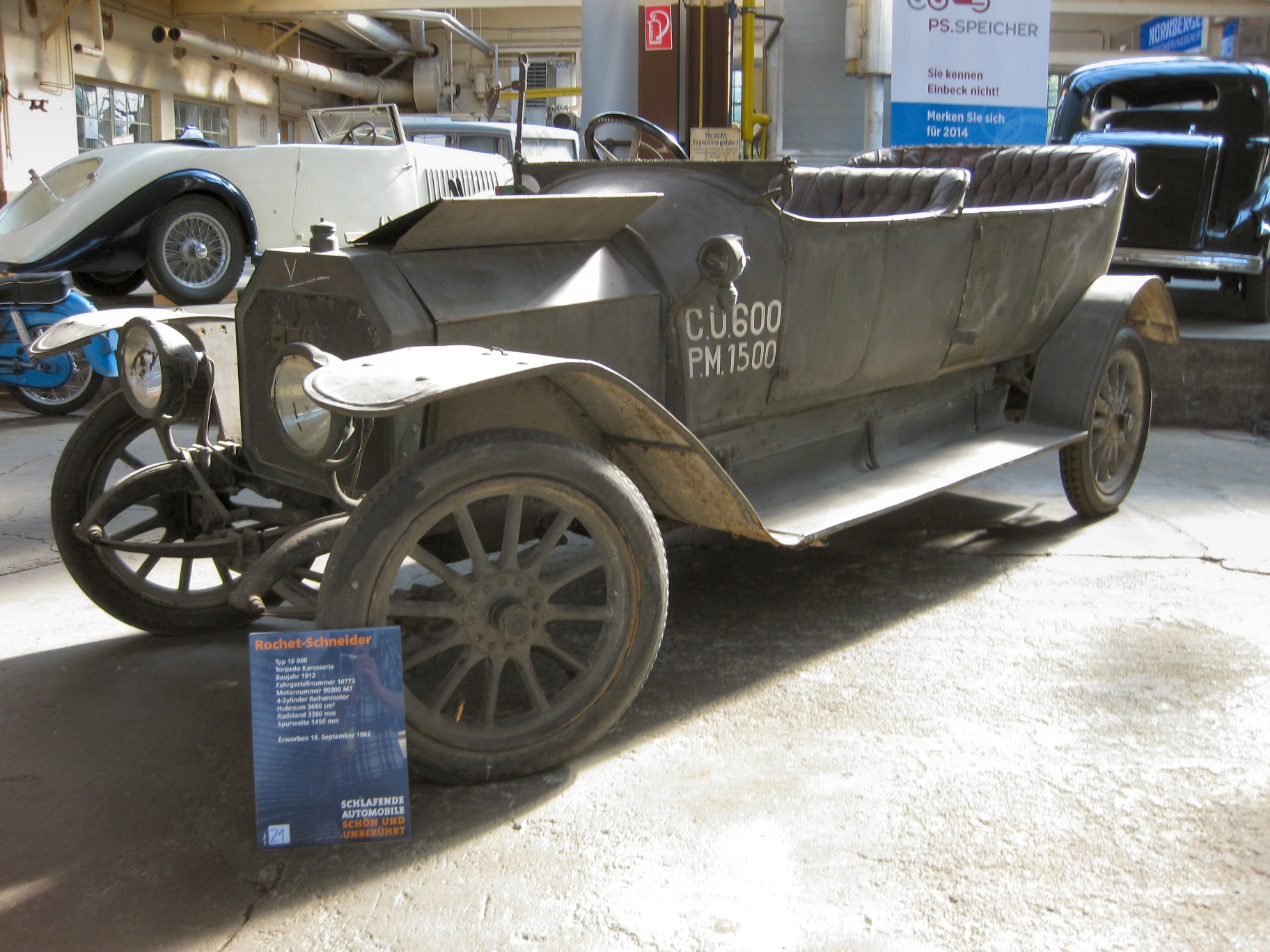
Modèle 10000 conservé dans les réserves du musée national de l'Automobile à Mulhouse.

N° de série : -----52, Modèle : --------- , 1895, Vis-à-vis, Musée de l'automobile Henri-Malartre Rochetaillée
N° de série :---1369, Modèle : ---------,
N° de série :---, Modèle : -3500, 1905, entrée dans les collections du Musée automobile Reims Champagne le 30 janvier 2021 (donation des propriétaires),
N° de série : --7353, Modèle : --7000, 1907, 40-50HP, préservée aux États-Unis
N° de série : --9006, Modèle : --9000 , 1909, Double Phaéton, Musée de l'automobile Henri-Malartre Rochetaillée
N° de série : --9104, Modèle : --9000 , 1909, Cab, Musée de l'automobile Henri-Malartre, Rochetaillée
N° de série : --9889, Modèle : --9000 , 1909, chassis incomplet sans carrosserie
N° de série : 10200 (sous réserve)
N° de série : 10201, Modèle : 10000 , 1911, Phaéton, restaurée en Angleterre,
N° de série : 10736, Modèle : 10000 , 1910, carrossée en landaulet, 4 cyl 2,6l .
N° de série : 10773, Modèle : 10000 , 1912, torpédo, N° moteur : 90 300 M7, 3 680 cm3, conservé dans les réserves du Musée National de l'Automobile à Mulhouse,
N° de série : 10973, Modèle : 10000 , 1912, carrossée en torpédo, 4 cyl 3,6l, exposée en Allemagne ,
N° de série : --------, Modèle : 10200 , 1911, carrossée en torpédo, 4 cyl, 11CV exposé au Musée Automobile de Vendée Vendée
N° de série : 11695, Modèle : 11000 , 1914,
N° de série: 11765, Modèle : 11000 A, carrossée en torpédo par Henri Gauthier (Lyon), 4-cylindres. Présentée en vente publique au Salon Auto Moto Retro de Rouen le 20 septembre 2020
N° de série : 11905, Modèle : 11000 , 1914, carrossée en berline 6 glaces, restaurée en Angleterre,
N° de série : 11936, Modèle : 11000 , 1914, carrossée en coupé chauffeur, 4 cyl 2,6l, restaurée en Suisse
N° de série : 11964, Type 12 HP , 1911, torpédo, conservé au Musée National de l'Automobile à Mulhouse, classé en tant qu'Objet monument historique  Classé MH
N° de série : 13419, Modèle : 13000 , 1913, 18 CV, carrosserie Salmons & Sons, 4-cylindres 3,9 litres, préservée en Angleterre
N° de série : 14122, châssis livré à Automobiles Th. Schneider
N° de série : 15008, Modèle : 15000 , 1919, berline 4 portes, Angleterre, 4 cyl 2,6l,
N° de série : 15399, Modèle : 15000 , 1923, 16 CV, carrossé en Torpédo 4 Cyl 2,6 litres (80 × 130 mm),
N° de série : 15936, Modèle : 15000 , 1919, Torpédo 4 portes, Musée de l'automobile Henri-Malartre, Rochetaillée
N° de série : 16348, Modèle : 15000 , 1927, Torpédo 4 portes, 4 Cyl 2,6 litres (80 × 130 mm),
N° de série : 16354, Modèle : 15000, 1921, berline 4 portes, moteur 4-cyl. 2614cc, carrossée à Bordeaux par Le Bouscat.
N° de série : 16902, Modèle : 16500, 1920, double phaeton,
N° de série : 17057, Modèle : 16500 , 1924, véhicule des sapeurs-pompiers de Condrieu exposé à Lyon.
N° de série : 18419 , Modèle : 18400 , 1921, véhicule de pompier exposé à la fondation  Berliet
N° de série : 22277, Modèle : 22000 , 1921, camion plateau vendu en Angleterre
N° de série : 25207, Modèle : 25000 , 1922, berline 4 portes, 6 glaces, 4 Cyl 2,6 litres  (80 × 130 mm), musée de la Réole.
N° de série : 25228, Type 14 HP , 1925, torpédo, conservé dans les réserves du Musée National de l'Automobile à Mulhouse, classé en tant qu'Objet monument historique  Classé MH
N° de série : 28512, Modèle : 19300 , 1928, autobus 18 places, 4 cyl 13cv ,
N° de série : 29038, Modèle : 29000 , 1929, berline 4 portes, 6 cyl 3 754 cm3, 20 CV; restaurée en Angleterre
N° de série : 29539, Modèle : 29500 , 1929, berline 4 portes, 6 cyl 4 550 cm3, 26 CV
N° de série : 32-----, Modèle : 32000B , 1931, châssis camion carrossé en caravane, 4 cyl , 45 CV; fondation Berliet

## Brevets d'inventions
- Brevet FR 329410 Dispositif de montage des arbres différentiels pour voitures automobiles 1903-02-16
- Brevet FR 329412 Système de changement de vitesse pour voitures automobiles 1903-02-16
- Brevet FR 334217 Perfectionnements dans la fabrication des radiateurs pour moteurs à explosion 1903-07-30
- Brevet GB 190614535 Improvements in Change-speed Mechanism. 1906-04-13
- Brevet CH 37154 Dispositif de changement de vitesse 1906-06-07
- Brevet FR 367923 Mode de régulation des moteurs à gaz et à pétrole appliqué notamment à l'automobile 1906-07-09
- Brevet FR 367924 Carburateur automatique 1906-07-09
- Brevet FR 371069 Dispositif de commande du carburateur par la pédale de débrayage applicable aux véhicules automobiles 1906-11-03
- Brevet FR 425170 Distributeur pour moteurs à explosions 1910-03-29
- Brevet GB 191106447 Improvements in Valve Mechanism for Internal Combustion Engines with a Plurality of Cylinders. 1910-03-29
- Brevet FR 448530 Moteur à explosions 1911-03-28
- Brevet FR 448776 Perfectionnement aux distributeurs coniques rotatifs pour moteurs à combustion interne 1911-12-05
- Brevet FR 449420 Frein hydraulique pour véhicules automobiles 1911-12-20
- Brevet GB 191222369 Improvement in Hydraulic Brakes for Motor Vehicles. 1911-12-21
- Brevet FR 449603 Procédé et dispositif pour rendre silencieuse la marche des engrenages 1911-12-27
- Brevet FR 454546 Mise en marche des moteurs d'automobiles 1912-04-29
- Brevet FR 461262 Dispositif relatif au remplissage des radiateurs d'automobiles 1913-07-12
- Brevet FR 475088 Dispositif de mise en marche électrique des moteurs automobiles 1914-01-16
- Brevet FR 492527 Système d'attache des ressorts type "cantilever" sur le pont arrière des automobiles 1918-10-23
- Brevet FR 493935 Système de siège et dossier de carrosserie déplaçables simultanément 1918-12-11
- Brevet FR 497646 Système de porte-phare applicable à l'éclairage électrique des voitures automobiles 1919-03-24
- Brevet FR 501195 Système de commande automatique applicable aux moteurs de voitures automobiles ou de bateaux utilisant plusieurs carburateurs 1918-11-23
- Brevet FR 522653 Système d'articulation de l'arbre de commande des freins avant ou arrière des véhicules automobiles 1920-08-13
- Brevet FR 531152 Machine à équilibrer dynamiquement les pièces ou groupes de pièces animées d'un mouvement de rotation 1921-02-18
- Brevet FR 547172 Perfectionnement aux pistons de moteurs à explosions 1922-02-09
- Brevet FR 547881 Dispositif de segment ou anneau destiné à assurer un jeu constant aux pistons de moteurs à explosions 1921-05-26
- Brevet FR 555005 Dispositif d'avertisseur sonore indiquant l'épuisement de carburant dans tout réservoir soumis à la dépression du moteur 1922-08-10
- Brevet FR 560480 Appareil mécanique de décantation des huiles de graissage de moteurs à explosions 1922-12-29
- Brevet FR 571423 Dispositif d'attache d'essieu avant pour châssis de véhicules automobiles munis de freins sur roues avant 1923-10-03
- Brevet FR 578664 Dispositif de segment pour moteurs à explosions 1924-03-15
- Brevet FR 582918 Système de fixation des machines alternatives à pistons sur leur support 1924-06-17
- Brevet FR 586991 Dispositif de commande axiale à montage et démontage rapides, pour gonfleur de pneumatiques de véhicules 1924-09-29
- Brevet FR 590404 Système de liaison du châssis à l'essieu avant des véhicules automobiles munis de freins sur roues avant 1924-11-21
- Brevet FR 599756 Perfectionnement dans l'assemblage des tôles de capot de véhicules automobiles 1925-06-09
- Brevet FR 601902 Système de circulation d'huile assurant d'une façon indépendante le graissage sous pression et l'épuration du lubrifiant dans les moteurs thermiques 1925-07-31
- Brevet FR 610487 Système de réglage automatique des freins à mâchoires utilisables dans les véhicules automobiles et autres 1925-05-14
- Brevet FR 619612 Système amplificateur ou réducteur à poulie différentielle plus particulièrement destiné aux appareils de mesure 1925-12-08
- Brevet FR 624292 Accélérographe à enregistrement continu 1926-03-05
- Brevet FR 630191 Dispositif pour l'équilibrage d'une force alternative 1926-05-14
- Brevet FR 630262 Radiateur d'huile 1926-05-25
- Brevet FR 639423  Frein intérieur à mâchoires 1927-01-21
- Brevet FR 642670 Dispositif de porte-bagages pour voitures automobiles, combiné avec un porte-roues de secours 1927-03-22
- Brevet FR 648418 Système d'alimentation des moteurs à explosions à carburateurs multiples 1927-06-24
- Brevet DE 482588 Brennkraftmaschine mit mehreren Vergasern zur gruppenweisen Speisung der Zylinder 1927-06-24
- Brevet GB 292576 Dispositif de blocage progressif de différentiel 1927-06-24
- Brevet FR 679091 Perfectionnement aux changements de vitesse à engrenages pour véhicules automobiles et analogues 1928-12-04
- Brevet FR 684506 Perfectionnements aux changements de vitesse 1929-02-09
- Brevet FR 687488 Dispositif limiteur de vitesse pour moteurs d'automobiles et analogues 1929-03-19
- Brevet FR 713922 Dispositif de réglage des freins de véhicules 1931-03-27
- Brevet FR 720389 Perfectionnements aux freins pour automobiles 1931-07-22
- Brevet FR 759524 Véhicule automobile équipé pour la lutte contre le feu et contre les gaz 1932-10-31
- Brevet FR 866044 Perfectionnement apporté au type de châssis automobile à direction avancée 1933-10-09
- Brevet FR 866044 Dispositif pour l'amenée de l'air dans la chambre d'explosion des moteurs à combustion interne  1940-02-23
- Brevet FR 979994 Châssis-carrosserie monobloc pour véhicules industriels sans toiture rigide sur toute leur longueur 1942-12-17
- Brevet FR 987478 Changement de vitesses pour véhicules automobiles 1943-02-01

## Liens
- « Rochet-Schneider », sur www.auto-pedia.fr (consulté le 22 mars 2015)
- Image d'un moteur 4 cylindres de 10 CV en 1912